# 金子りずむ

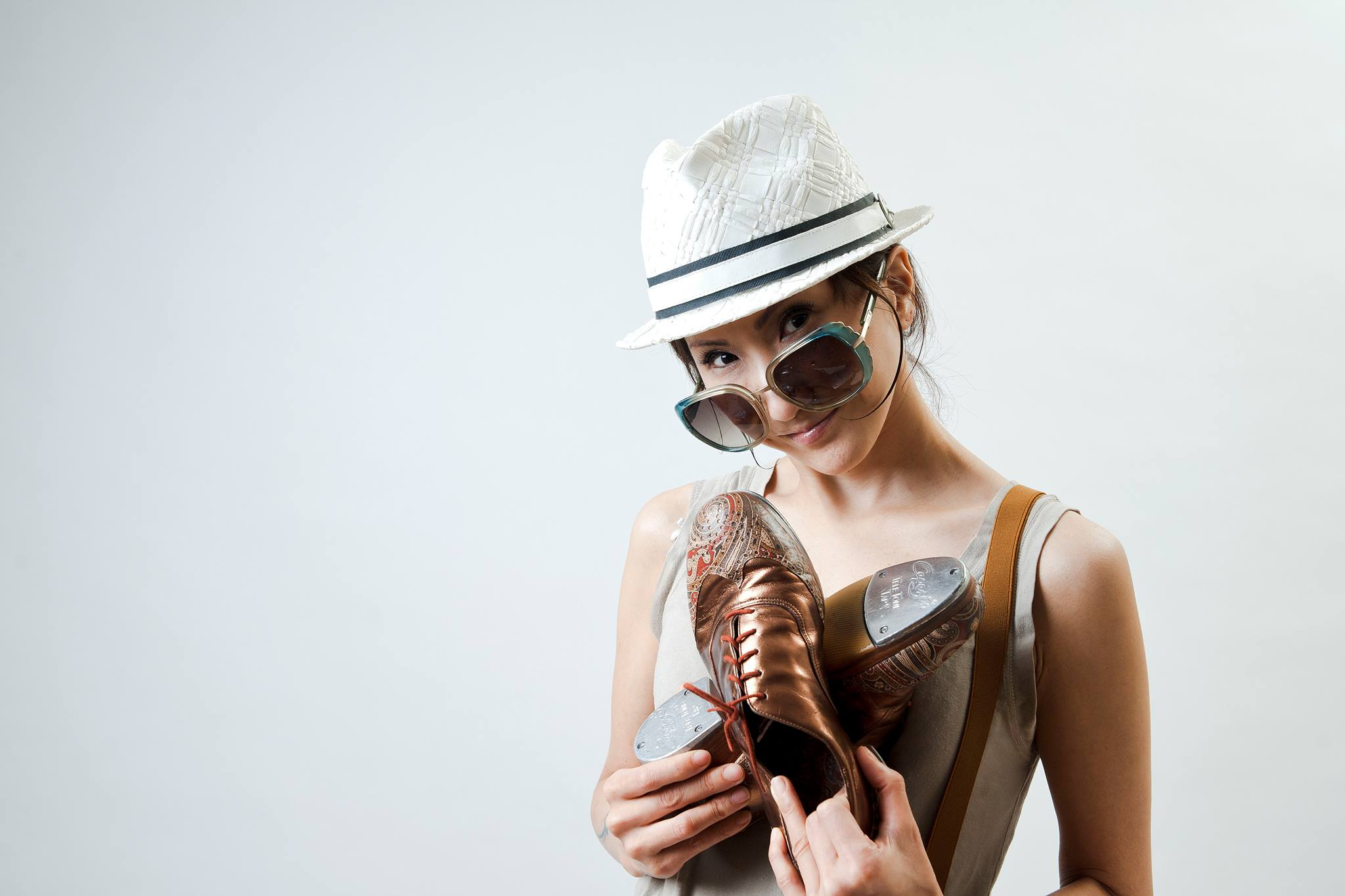

金子 りずむ（タップダンサーりずむK。1996年〜　）はNYを起点に活躍するNY屈指のカンパニー「マンハッタンタップ」の主要ダンサー。
全米、ヨーロッパでツアー公演。講師としても全米・欧州のフェスに招かれる。帰国後は、バンドのプロデュースや、映画「座頭市」「ホテルビーナス」に出演するなど、活動の幅を広げ、アジア諸国にも、講師・ダンサーとして招かれる。「りずむK」と改名して、活動中。　　